# St Mary’s Chapel (Nunton)

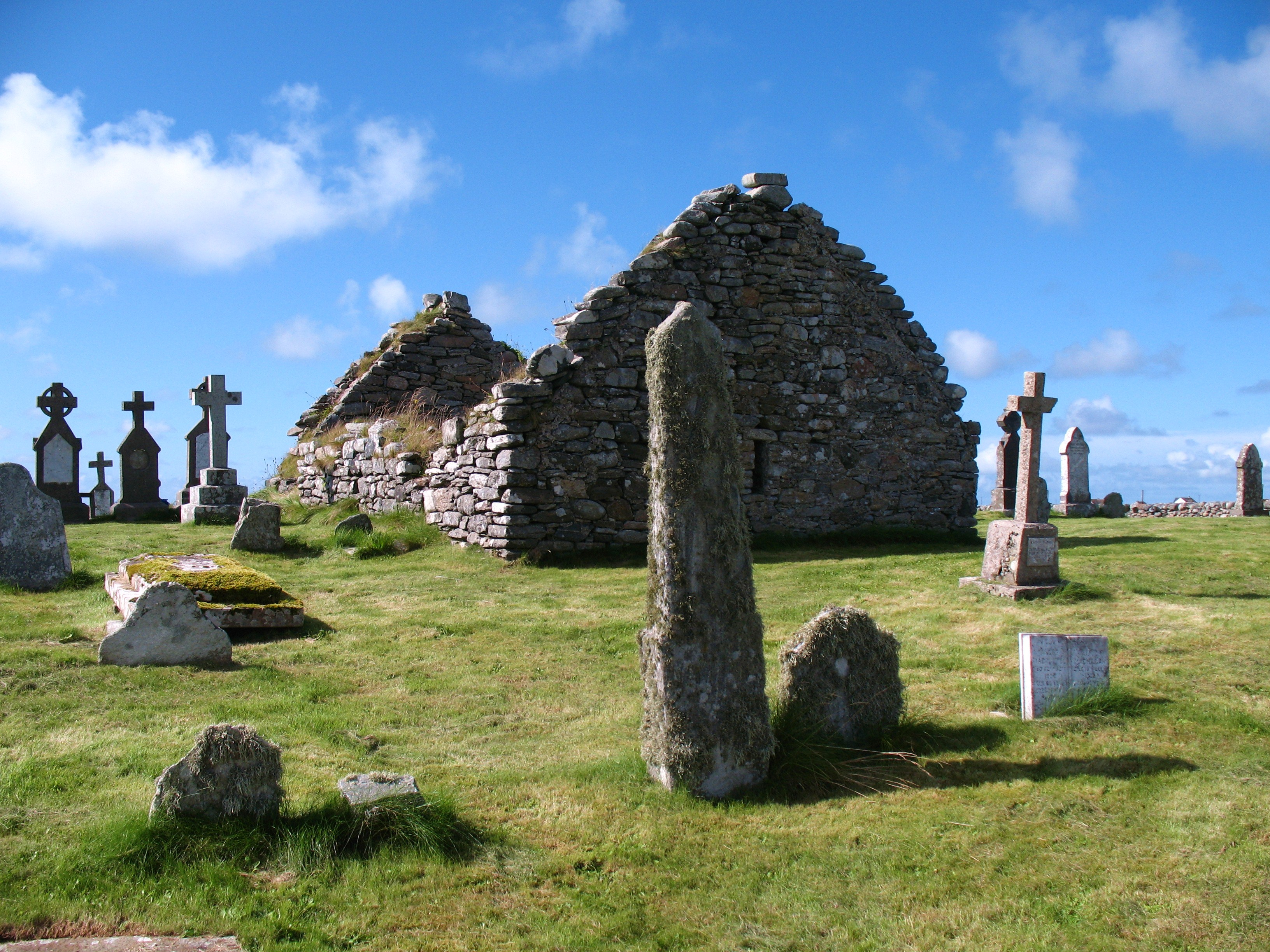
Ruine der St Mary’s Chapel

Die St Mary’s Chapel ist eine Kirchenruine auf der schottischen Hebrideninsel Benbecula. 1993 wurde das Bauwerk als Scheduled Monument denkmalgeschützt. Der umgebende Friedhof ist außerdem in den schottischen Denkmallisten als Denkmal der Kategorie B klassifiziert.

## Geschichte
Bei der St Mary’s Chapel handelt es sich um eine spätmittelalterliche, präreformatorische Kapelle. Es handelt sich vermutlich um die Kapelle eines Nonnenklosters, das von Nonnen der Iona Nunnery gegründet wurde. Von dem Kloster ist nur die Kapelle erhalten. Überlieferungen zufolge soll Steinmaterial des Klosters zur Errichtung des nahegelegenen Herrenhauses Nunton House wiederverwendet worden sein.

## Beschreibung
Die Kirchenruine steht abseits der B892 in dem Weiler Nunton an der Chulla Bay an der Westküste Benbeculas. Die längliche Saalkirche ist nur noch als unbedachte Ruine erhalten. Ihr Mauerwerk ist aus Feldstein aufgemauert. Das Außenmaß des weitgehend erhaltenen, 0,76 Meter mächtigen Mauerwerks beträgt 7,55 m × 4,8 m. Es steht bis zur Traufhöhe von 1,6 Metern beziehungsweise bis zu einer Firsthöhe von 3,2 Metern. Zu berücksichtigen ist jedoch eine Erhöhung des umgebenden Untergrunds durch Sandeintrag von etwa einem bis 1,5 Metern. Oberhalb des Portals am Westgiebel ist eine Nische eingelassen. In jede der drei übrigen Wände ist jeweils ein schmales Fenster eingelassen.

## Friedhof
Eine 1,2 Meter bis 1,4 Meter mächtige Feldsteinmauer umgibt den umgebenden Friedhof. In einer Fortsetzung der Mauer befindet sich ein 1,2 Meter durchmessenden, etwa drei Meter hoher Torpfeiler sowie die Reste eines zweiten. Obschon heute außerhalb des Areals gelegen, könnte es sich hierbei um die ursprüngliche Pforte handeln. Die Gräber stammen im Wesentlichen aus dem 19. und 20. Jahrhundert, einige Grabstellen könnten jedoch älter sein. An der Nordostseite ist ein Areal mit einem ornamentierten Eisengeländer abgetrennt.